# Ex voto

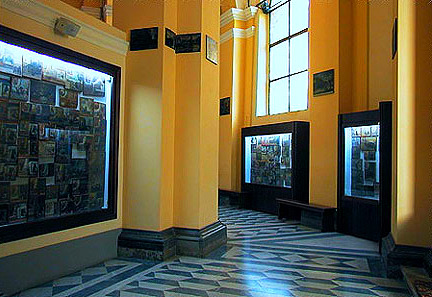
La collezione di ex voto nell'Abbazia di Santa Maria del Monte

L'ex voto (dal latino ex voto, per promessa) è un regalo, donazione, od offerta che viene data dai fedeli a scopo votivo per ringraziare una divinità in segno di riconoscenza per una grazia ricevuta. Si tratta in genere di piccoli dipinti, oggetti preziosi o simbolici.
La presenza di questa locuzione nella lingua italiana è attestata almeno dal XVII secolo.

## Storia

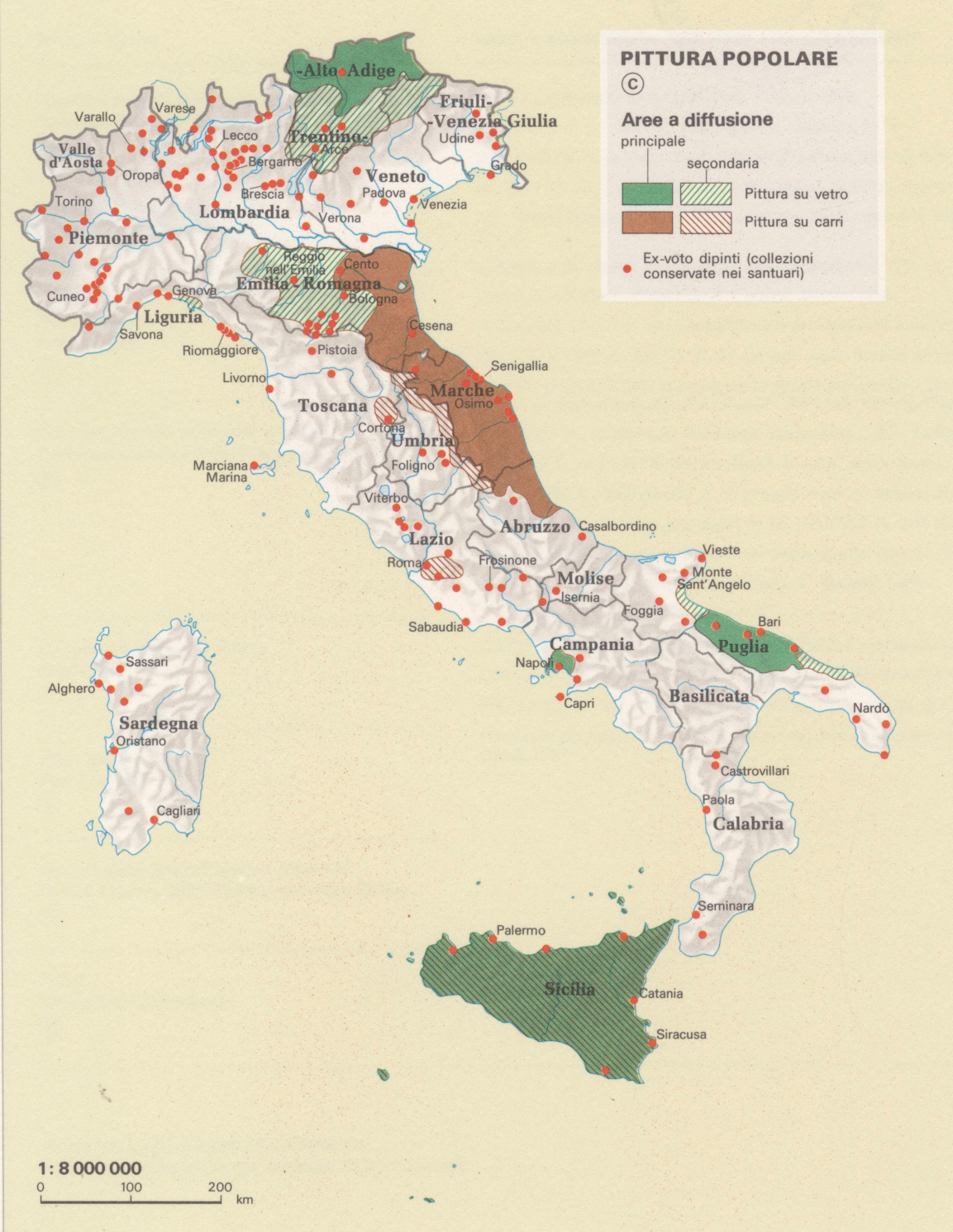
Mappa dei dipinti popolari in Italia. La diffusione degli ex-voto dipinti è segnalata con puntini rossi.

Gli ex-voto, in particolare i dipinti, sono una forma di devozione molto diffusa, e hanno iniziato a diffondersi a partire dal 1500 (precedentemente era più diffusa la donazione di immagini in cera, oro, argento o gioelli), dapprima opera di facoltosi, poi nei secoli successivi sempre più diffusi anche nelle classi meno abbienti, ed esposti o donati alle chiese e ai santuari di riferimento, quali offerte alla Madonna, a Gesù, a uno specifico santo (spesso quello della parrocchia di riferimento), o a Dio.
Col passare dei secoli, alcune collezioni hanno iniziato a costituire importanti raccolte ricche di dipinti, spesso di dimensioni ridotte, che rappresentano significative testimonianze storiche e dell'arte popolare. In alcuni casi, gli ex voto sono conservati in sale espositive appositamente dedicate, come per esempio la Sala Ex Voto del Santuario di Nostra Signora della Guardia (con dipinti di Marcello Baschenis e altri) la galleria degli ex voto nel Santuario della Consolata di Torino, la sala dell'Abbazia di Santa Maria del Monte a Cesena, o la collezione del Santuario di Nostra Signora del Boschetto di Camogli.
Fra gli autori ex-voto non mancarono artisti di grandissima importanza, come Raffaello, che oltre a dipingere nel 1508 l'opera a Tommaso Inghirami a lui attribuita, fu autore della Madonna di Foligno, dipinta nel 1512 ed esposta ai Musei Vaticani, considerata una delle forme più alte di ex voto, e che narra la grazia ricevuta dal committente, Sigismondo dei Conti, per non essere stato colpito da un fulmine caduto su Foligno, Un altro caso significativo è quello di Bernardino Lanino, che nel 1522 dipinse La peste e donò il quadro al Santuario di Oropa. Altri pittori significativi che si sono cimentati anche nella produzione di ex voto sono il succitato Marcello Baschenis, Angelo Ceroni, Domenico Gavarrone, Carlo Cenna, Angelo Arpe (molti dei quali inseriti nel Catalogo generale dei Beni Culturali), Francesco Bo detto Cichinin, Giovanni Olindo Azeglio, e molti altri. Vi sono anche pittori che hanno dedicato quasi la loro intera produzione agli ex voto, come Aurelio Caudera (26 febbraio 1926, Devesi di Ciriè), che ha prodotto circa 1500 dipinti la cui maggioranza ex-voto (oltre a pale d'altare e altre opere).
Raccolte di ex voto fanno parte di collezioni pubbliche, come la collezione della National Library of Medicine (la più grande biblioteca medica al mondo), private o di case d'asta.

## Galleria d'immagini

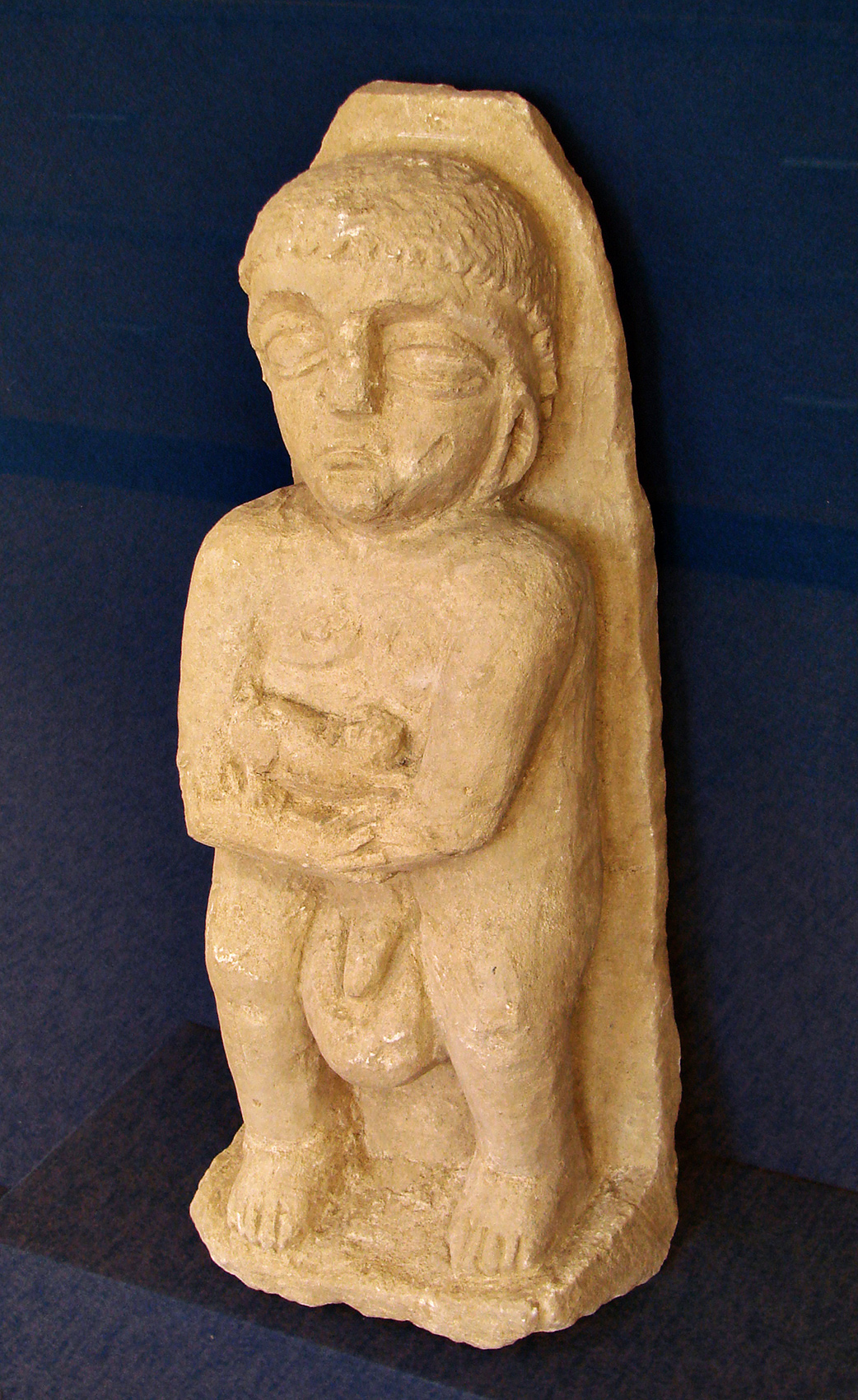
Ex voto in pietra proveniente dal santuario gallo-romano della foresta d'Halatte scoperto da Amédée de Caix de Saint-Aymour, Museo di Senlis
Scultura di piede votivo che calza un sandalo romano, Egitto romano, tra il 100 e il 300, Museo Egizio, Torino.
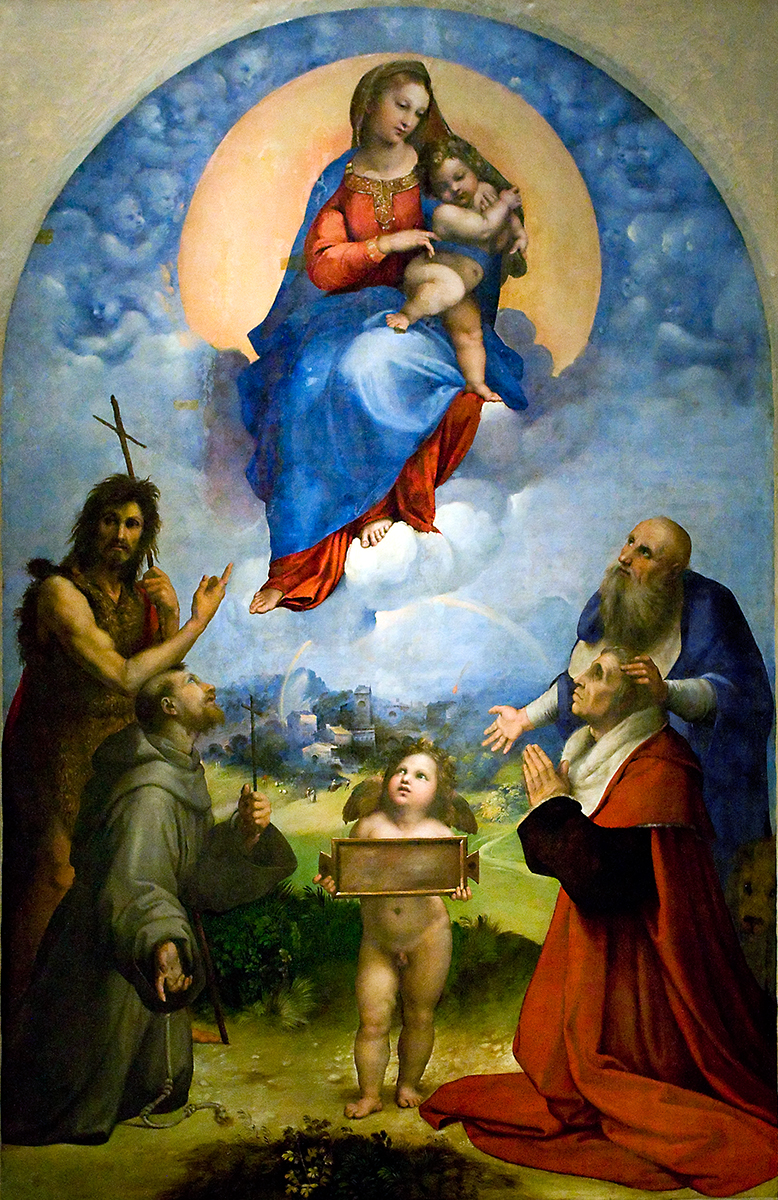
La Madonna di Foligno, ex voto opera del 1512 di Raffaello
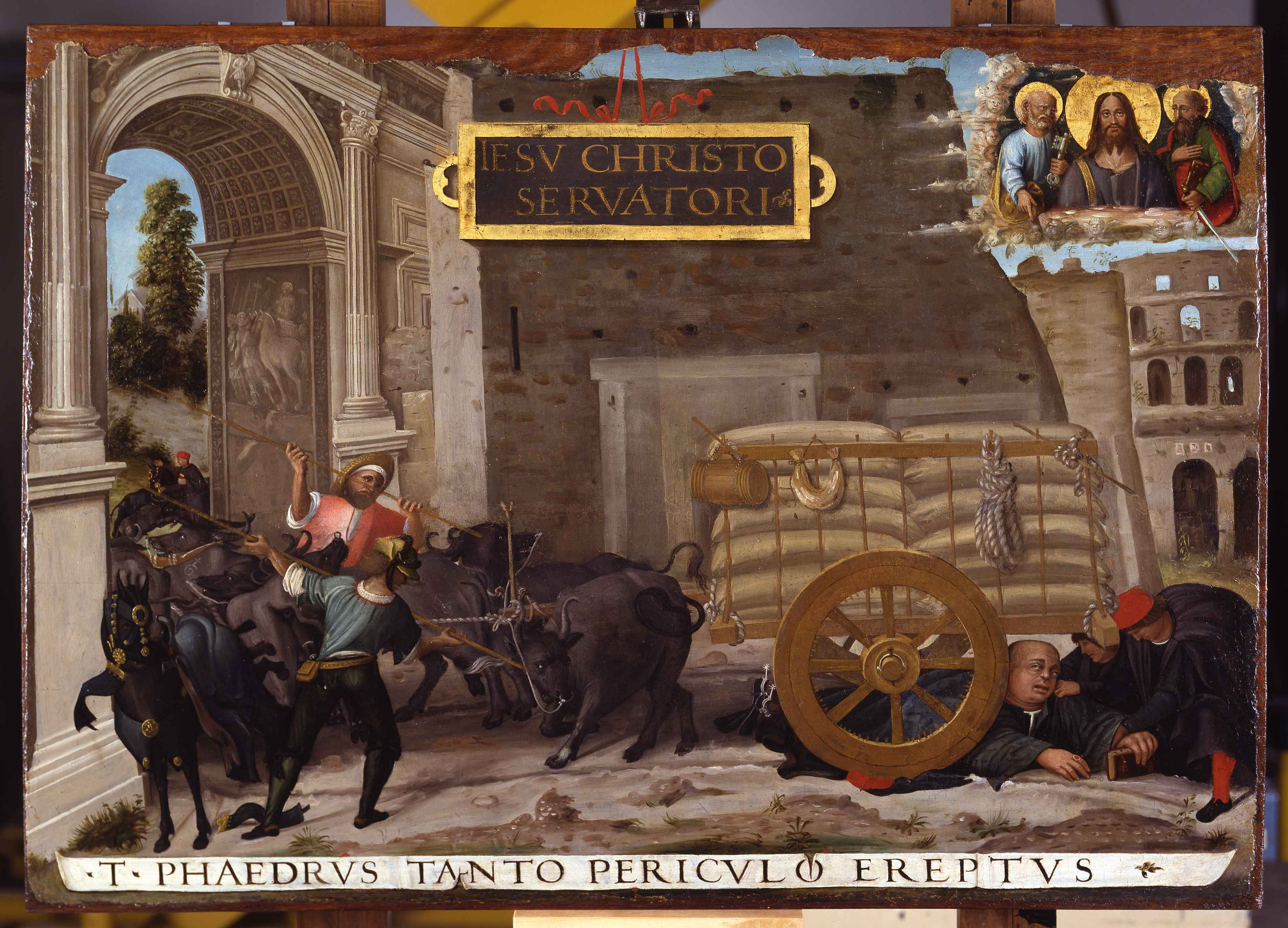
Un ex voto raffigurante Tommaso Inghirami attribuito a Raffaello
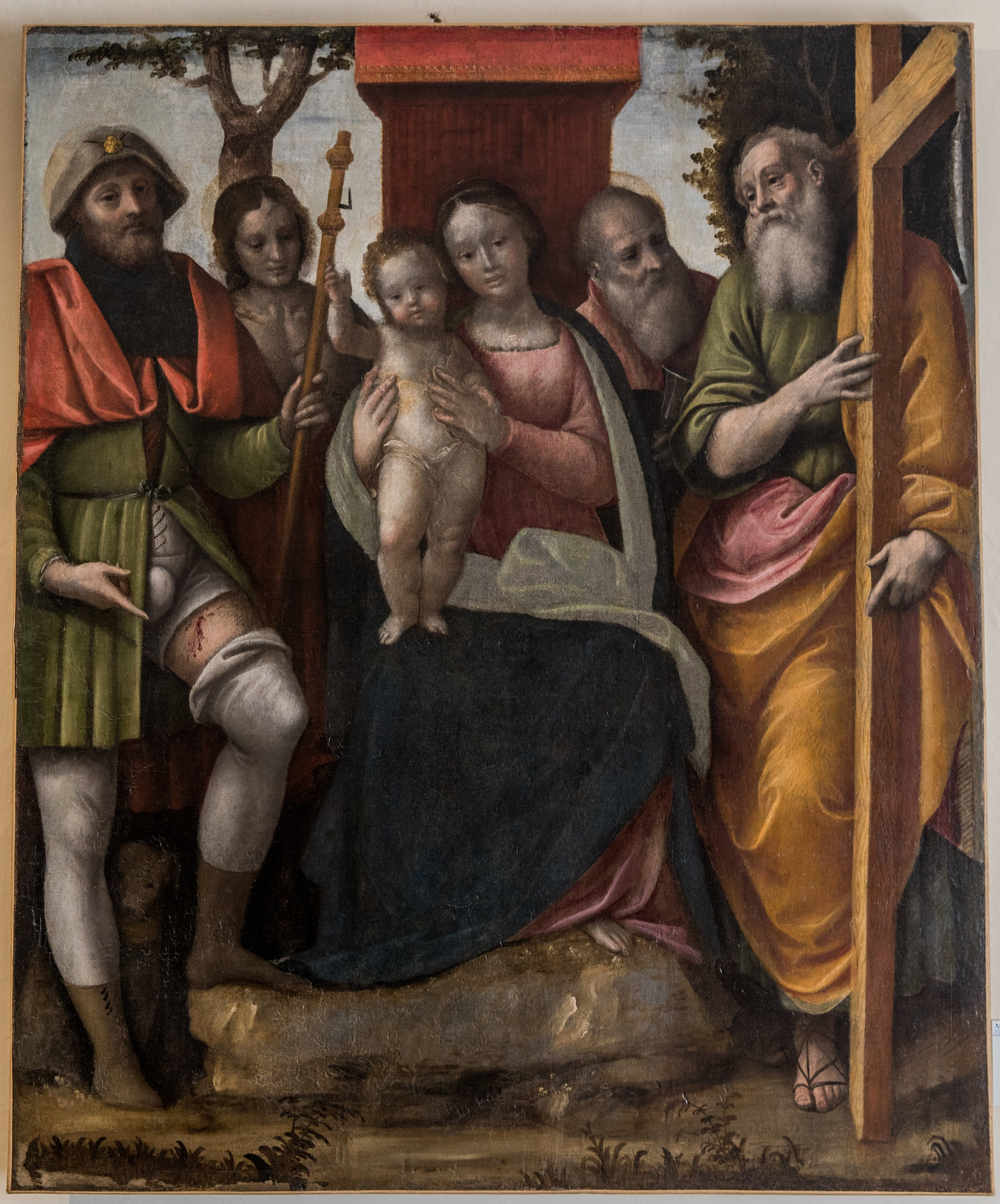
Ex-voto del 1522 opera di Bernardino Lanino
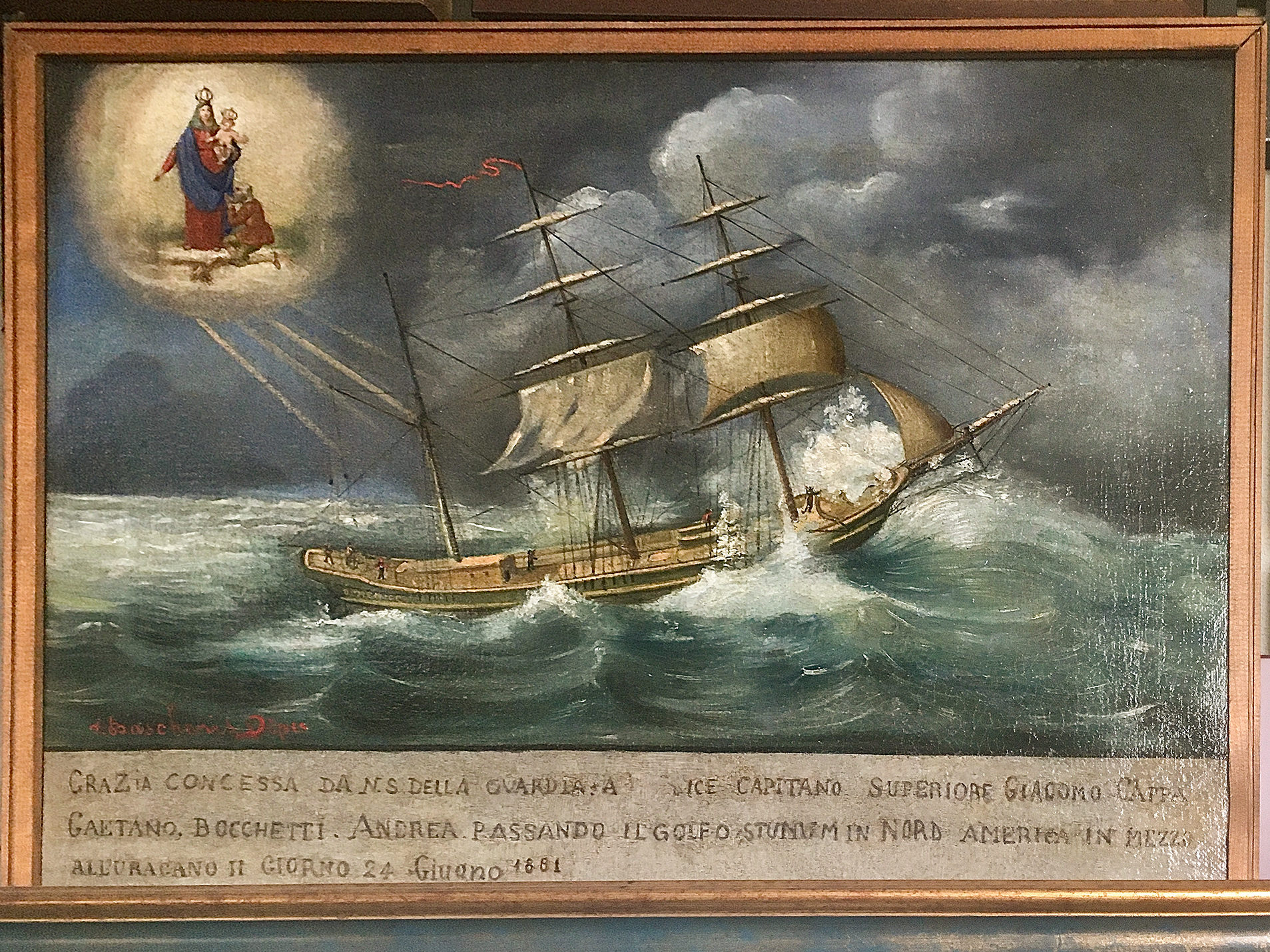
Un ex voto di Marcello Baschenis del 1881 esposto presso il Santuario di Nostra Signora della Guardia

## Etimologia
La locuzione latina completa è "ex voto suscepto", ovvero "secondo la promessa fatta" (o, letteralmente, "per voto fatto): questa pratica, comune in differenti forme a molte religioni, è un impegno che il fedele assume nei confronti della divinità purché la stessa ne esaudisca le richieste, ovvero un ringraziamento per una grazia ricevuta.
Nella concezione letterale si tratta di una locuzione composta dalla preposizione ex e dalla parola votum, derivata a sua volta dal verbo vovere, che significa "promettere", "formulare" (una preghiera ad un Dio). L'espressione completa ex voto suscepto, viene tradotta anche come voto manifestato ed ascoltato. Altre espressioni simili compaiono nel latino classico, e si trovano anche in forma abbreviata, votum (o vota), "solvere", "dare", "complere".